# Macrothele calpeiana
Macrothele calpeiana is een spinnensoort uit de familie Macrothelidae. De soort komt voor in Spanje, Italië en Noord-Afrika.
Deze spin is een van de grootste Europese spinnen. Het mannetje wordt 40 tot 50 mm en het vrouwtje 50 tot 60 mm. Er zijn van beide seksen ook exemplaren van 80 mm aangetroffen. Het gif is niet dodelijk voor de mens.
De satijnen zwarte kleur en de lange spintepels zijn zeer kenmerkend voor deze soort.